# Puchar Ameryki Północnej w snowboardzie 2022/2023
Puchar Ameryki Północnej w snowboardzie w sezonie 2022/2023 to kolejna edycja tej imprezy. Cykl rozpoczął się 11 stycznia 2023 r. w kanadyjskim ośrodku narciarskim Sunshine Village zawodami w snowboardcrossie, natomiast finałowe zmagania zwieńczono 29 marca 2023 r. w amerykańskim ośrodku Copper Mountain zawodami w halfpipe'ie.

## Konkurencje
- PSL - slalom równoległy
- PGS - gigant równoległy
- SBX - snowboardcross
- SS - slopestyle
- HP - halfpipe
- BA - big air

Na liście klasyfikacji widnieje również oznaczenie PAR, które nie odzwierciedla żadnej konkurencji. Jest to zsumowana klasyfikacja PSL i PGS.

## Kalendarz i wyniki Pucharu Ameryki Północnej

### Mężczyźni
| Lp. | Data             | Miejscowość                            | Konkurencja | 1. miejsce          | 2. miejsce                | 3. miejsce                |
| --- | ---------------- | -------------------------------------- | ----------- | ------------------- | ------------------------- | ------------------------- |
| 1.  | 11 stycznia 2023 | Sunshine Village                       | SBX         | Éliot Grondin       | Liam Moffatt              | Connor Schlegel           |
| 2.  | 12 stycznia 2023 | Sunshine Village                       | SBX         | Éliot Grondin       | Liam Moffatt              | Tyler Hamel               |
| 3.  | 12 stycznia 2023 | Steamboat Ski and Resort/Howelsen Hill | PGS         | Shogo Suminaga      | Tate DePaepe              | Justin Carpentier         |
| 4.  | 13 stycznia 2023 | Steamboat Ski and Resort/Howelsen Hill | PSL         | Jules Lefebvre      | Justin Carpentier         | Walker Overstake          |
| 5.  | 17 stycznia 2023 | Sun Peaks                              | SS          | Finn Finestone      | Eli Bouchard              | Evan Wrobel               |
| 6.  | 18 stycznia 2023 | Sun Peaks                              | SS          | Keenan Demchuk      | Evan Wrobel               | Brooklyn DePriest         |
| 7.  | 25 stycznia 2023 | Big White Ski Resort                   | SBX         | Connor Schlegel     | Tyler Hamel               | Theodore McLemore         |
| 8.  | 26 stycznia 2023 | Big White Ski Resort                   | SBX         | Tristan Bell        | Connor Schlegel           | Tyler Hamel               |
| 9.  | 26 stycznia 2023 | Copper Mountain Resort                 | SS          | Luke Winkelmann     | Fynn Bullock-Womble       | Brooklyn DePriest         |
| 10. | 27 stycznia 2023 | Copper Mountain Resort                 | HP          | Takaki Aikawa       | Zensei Nishizuka          | Jason Wolle               |
| 11. | 30 stycznia 2023 | Blue                                   | PGS         | Arnaud Gaudet       | Ben Heldman               | Dylan Udolf               |
| 12. | 31 stycznia 2023 | Blue                                   | PSL         | Arnaud Gaudet       | Ben Heldman               | Jamie Behan               |
| 13. | 7 lutego 2023    | Gore Mountain Ski Area                 | SBX         | Tyler Hamel         | Connor Schlegel           | Nathan Pare               |
| 14. | 8 lutego 2023    | Gore Mountain Ski Area                 | SBX         | Tyler Hamel         | Nathan Pare               | Noah Bethônico            |
| 15. | 7 lutego 2023    | Tremblant                              | PGS         | Arnaud Gaudet       | Justin Carpentier         | Richard Riley Kilmer-Choi |
| 16. | 8 lutego 2023    | Tremblant                              | PGS         | Ben Heldman         | Arnaud Gaudet             | Michael Nazwaski          |
| 17. | 9 lutego 2023    | Aspen Snowmass                         | HP          | Alessandro Barbieri | Koyata Kikuchihara        | Levko Fedorowycz          |
| 18. | 10 lutego 2023   | Aspen Snowmass                         | SS          | Lucas Ferry         | Liam Johnson              | Eli Bouchard              |
| 19. | 13 lutego 2023   | Winsport Calgary                       | HP          | Liam Gill           | Orion Casas               | Jason Wolle               |
| 20. | 15 lutego 2023   | Winsport Calgary                       | SS          | Francis Jobin       | Sean Fitzsimons           | Liam Johnson              |
| 21. | 16 lutego 2023   | Winsport Calgary                       | BA          | Yuto Miyamura       | Eli Bouchard              | Fynn Bullock-Womble       |
| 22. | 18 lutego 2023   | Giants Ridge Rescreation Area          | PGS         | Jules Lefebvre      | Richard Riley Kilmer-Choi | Justin Carpentier         |
| 23. | 19 lutego 2023   | Giants Ridge Rescreation Area          | PSL         | Michael Nazwaski    | Richard Riley Kilmer-Choi | Jules Lefebvre            |
| 24. | 27 lutego 2023   | Holiday Valley Resort                  | PGS         | Michael Nazwaski    | Michael Trapp             | Jules Lefebvre            |
| 25. | 28 lutego 2023   | Holiday Valley Resort                  | PGS         | Jules Lefebvre      | Michael Nazwaski          | Michael Trapp             |
| 26. | 1 marca 2023     | Sunday River Resort                    | SBX         | Tyler Hamel         | Theodore McLemore         | Mason Hamel               |
| 27. | 2 marca 2023     | Sunday River Resort                    | SBX         | Boden Gerry         | Tyler Hamel               | Nathan Pare               |
| 28. | 8 marca 2023     | Horseshoe Resort                       | SS          | Kira Kimura         | Yuto Yamada               | Oliver Martin             |
| 29. | 9 marca 2023     | Horseshoe Resort                       | SS          | Nicolas Laframboise | Kira Kimura               | Eli Bouchard              |
| 30. | 10 marca 2023    | Horseshoe Resort                       | BA          | Kira Kimura         | Yuto Miyamura             | Lane Weaver               |
| 31. | 9 marca 2023     | Horseshoe Resort                       | PSL         | Magnus Hambleton    | Richard Riley Kilmer-Choi | Taggert Carr              |
| 32. | 10 marca 2023    | Horseshoe Resort                       | PSL         | Justin Carpentier   | Richard Riley Kilmer-Choi | Magnus Hambleton          |
| 33. | 14 marca 2023    | Stoneham                               | SS          | Fynn Bullock-Womble | Lane Weaver               | Francis Jobin             |
| 34. | 15 marca 2023    | Stoneham                               | BA          | Fynn Bullock-Womble | Brooklyn DePriest         | Eli Bouchard              |
| 35. | 15 marca 2023    | Horseshoe Resort                       | SBX         | Woo Jin             | Theodore McLemore         | Boden Gerry               |
| 36. | 16 marca 2023    | Horseshoe Resort                       | SBX         | Woo Jin             | Nathan Pare               | Griffin Mason             |
|     | 18 marca 2023    | Mammoth Mountain Ski Resort            | SS          | Odwołano            | Odwołano                  | Odwołano                  |
|     | 18 marca 2023    | Mammoth Mountain Ski Resort            | SS          | Odwołano            | Odwołano                  | Odwołano                  |
| 37. | 20 marca 2023    | Mont Orignal                           | SBX         | Tyler Hamel         | Connor Schlegel           | Woo Jin                   |
| 38. | 29 marca 2023    | Copper Mountain                        | HP          | Jason Wolle         | Levko Fedorowycz          | Alessandro Barbieri       |

### Klasyfikacje
| Lp. | Zawodnik                  | Punkty |
| --- | ------------------------- | ------ |
| 1.  | Jules Lefebvre            | 460    |
| 2.  | Michael Nazwaski          | 440    |
| 3.  | Richard Riley Kilmer-Choi | 430    |
| 4.  | Justin Carpentier         | 425    |
| 5.  | Arnaud Gaudet             | 380    |
| 6.  | Ben Heldman               | 305    |
| 7.  | Shogo Suminaga            | 264    |
| 8.  | Luis Freeman              | 252    |
| 9.  | Walker Overstake          | 220    |
| 10. | Taggert Carr              | 207    |

| Lp. | Zawodnik              | Punkty |
| --- | --------------------- | ------ |
| 1.  | Tyler Hamel           | 560    |
| 2.  | Connor Schlegel       | 440    |
| 3.  | Nathan Pare           | 370    |
| 4.  | Woo Jin               | 360    |
| 5.  | Theodore McLemore     | 360    |
| 6.  | Boden Gerry           | 322    |
| 7.  | James Savard-Ferguson | 267    |
| 8.  | Griffin Mason         | 262    |
| 9.  | Noah Bethônico        | 232    |
| 10. | Kai Hooper            | 224    |

| Lp. | Zawodnik            | Punkty |
| --- | ------------------- | ------ |
| 1.  | Fynn Bullock-Womble | 370    |
| 2.  | Eli Bouchard        | 330    |
| 3.  | Kira Kimura         | 280    |
| 4.  | Liam Johnson        | 270    |
| 5.  | Brooklyn DePriest   | 264    |
| 6.  | Keenan Demchuk      | 221    |
| 7.  | Lane Weaver         | 216    |
| 8.  | Oliver Martin       | 210    |
| 9.  | Yuto Miyamura       | 208    |
| 10. | Evan Wrobel         | 198    |

| Lp. | Zawodnik            | Punkty |
| --- | ------------------- | ------ |
| 1.  | Jason Wolle         | 220    |
| 2.  | Alessandro Barbieri | 210    |
| 3.  | Takaki Aikawa       | 179    |
| 4.  | Levko Fedorowycz    | 176    |
| 5.  | Noah Avallone       | 145    |
| 6.  | Orion Casas         | 140    |
| 7.  | Kade Martin         | 117    |
| 8.  | Elijah Pyle         | 112    |
| 9.  | Liam Gill           | 100    |
| 10. | Connor Cavanagh     | 88     |

### Kobiety
| Lp. | Data             | Miejscowość                            | Konkurencja | 1. miejsce           | 2. miejsce           | 3. miejsce           |
| --- | ---------------- | -------------------------------------- | ----------- | -------------------- | -------------------- | -------------------- |
| 1.  | 11 stycznia 2023 | Sunshine Village                       | SBX         | Brianna Schnorrbusch | Lily Bellaar Spruyt  | Acy Craig            |
| 2.  | 12 stycznia 2023 | Sunshine Village                       | SBX         | Kennedy Justinen     | Madeline Lochte-Bono | Lily Bellaar Spruyt  |
| 3.  | 12 stycznia 2023 | Steamboat Ski and Resort/Howelsen Hill | PGS         | Grace Domino         | Aurélie Moisan       | Sasha Jansujwicz     |
| 4.  | 13 stycznia 2023 | Steamboat Ski and Resort/Howelsen Hill | PSL         | Alexa Bullis         | Grace Domino         | Sasha Jansujwicz     |
| 5.  | 17 stycznia 2023 | Sun Peaks                              | SS          | Émeraude Maheux      | Rebecca Flynn        | Olivia Lisle         |
| 6.  | 18 stycznia 2023 | Sun Peaks                              | SS          | Courtney Rummel      | Jade Thurgood        | Madeline Morton      |
| 7.  | 25 stycznia 2023 | Big White Ski Resort                   | SBX         | Woo Su-been          | Madeline Lochte-Bono | Kennedy Justinen     |
| 8.  | 26 stycznia 2023 | Big White Ski Resort                   | SBX         | Kennedy Justinen     | Lily Bellaar Spruyt  | Woo Su-been          |
| 9.  | 26 stycznia 2023 | Copper Mountain Resort                 | SS          | Hahna Norman         | Rebecca Flynn        | Courtney Rummel      |
| 10. | 27 stycznia 2023 | Copper Mountain Resort                 | HP          | Sonora Alba          | Kinsley White        | Rochelle Weinberg    |
| 11. | 30 stycznia 2023 | Blue                                   | PGS         | Michelle Dekker      | Iris Pflum           | Aurélie Moisan       |
| 12. | 31 stycznia 2023 | Blue                                   | PSL         | Michelle Dekker      | Iris Pflum           | Aurélie Moisan       |
| 13. | 7 lutego 2023    | Gore Mountain Ski Area                 | SBX         | Brianna Schnorrbusch | Kennedy Justinen     | Acy Craig            |
| 14. | 8 lutego 2023    | Gore Mountain Ski Area                 | SBX         | Audrey McManiman     | Brianna Schnorrbusch | Kennedy Justinen     |
| 15. | 7 lutego 2023    | Tremblant                              | PGS         | Aurélie Moisan       | Hinano Oshima        | Abby Van Groningen   |
| 16. | 8 lutego 2023    | Tremblant                              | PGS         | Aurélie Moisan       | Hinano Oshima        | Kaiya Kizuka         |
| 17. | 9 lutego 2023    | Aspen Snowmass                         | HP          | Kinsley White        | Kelly Berger         | Zoe Guerrero         |
| 18. | 10 lutego 2023   | Aspen Snowmass                         | SS          | Courtney Rummel      | Rebecca Flynn        | Kaitlyn Adams        |
| 19. | 13 lutego 2023   | Winsport Calgary                       | HP          | Brooke D'Hondt       | Felicity Geremia     | Rochelle Weinberg    |
| 20. | 15 lutego 2023   | Winsport Calgary                       | SS          | Juliette Pelchat     | Émeraude Maheux      | Courtney Rummel      |
| 21. | 16 lutego 2023   | Winsport Calgary                       | BA          | Émeraude Maheux      | Courtney Rummel      | Kaitlyn Adams        |
| 22. | 18 lutego 2023   | Giants Ridge Rescreation Area          | PGS         | Kaiya Kizuka         | Grace Domino         | Aurélie Moisan       |
| 23. | 19 lutego 2023   | Giants Ridge Rescreation Area          | PSL         | Kaiya Kizuka         | Lynn Ott             | Aurélie Moisan       |
| 24. | 27 lutego 2023   | Holiday Valley Resort                  | PGS         | Aurélie Moisan       | Kaiya Kizuka         | Grace Domino         |
| 25. | 28 lutego 2023   | Holiday Valley Resort                  | PGS         | Aurélie Moisan       | Grace Domino         | Anne-Laurie Bettez   |
| 26. | 1 marca 2023     | Sunday River Resort                    | SBX         | Kennedy Justinen     | Acy Craig            | Madeline Lochte-Bono |
| 27. | 2 marca 2023     | Sunday River Resort                    | SBX         | Lily Bellaar Spruyt  | Kennedy Justinen     | Madeline Lochte-Bono |
| 28. | 8 marca 2023     | Horseshoe Resort                       | SS          | Kaitlyn Adams        | Amalia Pelchat       | Katie Brayer         |
| 29. | 9 marca 2023     | Horseshoe Resort                       | SS          | Kiara Morii          | Juliette Pelchat     | Katie Brayer         |
| 30. | 10 marca 2023    | Horseshoe Resort                       | BA          | Courtney Rummel      | Kiara Morii          | Hahna Norman         |
| 31. | 9 marca 2023     | Horseshoe Resort                       | PSL         | Sasha Jansujwicz     | Ayana Koshisaka      | Kaiya Kizuka         |
| 32. | 10 marca 2023    | Horseshoe Resort                       | PSL         | Sasha Jansujwicz     | Rowan Sweeney        | Carmen McRae         |
| 33. | 14 marca 2023    | Stoneham                               | SS          | Courtney Rummel      | Kaitlyn Adams        | Juliette Vallerand   |
| 34. | 15 marca 2023    | Stoneham                               | BA          | Hahna Norman         | Kaitlyn Adams        | Amalia Pelchat       |
| 35. | 15 marca 2023    | Horseshoe Resort                       | SBX         | Woo Su-been          | Arianne Gallant      | Kennedy Justinen     |
| 36. | 16 marca 2023    | Horseshoe Resort                       | SBX         | Woo Su-been          | Kennedy Justinen     | Lily Bellaar Spruyt  |
|     | 19 marca 2023    | Mammoth Mountain Ski Resort            | BA          | Odwołano             | Odwołano             | Odwołano             |
|     | 19 marca 2023    | Mammoth Mountain Ski Resort            | BA          | Odwołano             | Odwołano             | Odwołano             |
| 37. | 20 marca 2023    | Mont Orignal                           | SBX         | Acy Craig            | Lily Bellaar Spruyt  | Kennedy Justinen     |
| 38. | 29 marca 2023    | Copper Mountain                        | HP          | Kinsley White        | Jenna Walker         | Felicity Geremia     |

### Klasyfikacje
| Lp. | Zawodniczka        | Punkty |
| --- | ------------------ | ------ |
| 1.  | Aurélie Moisan     | 540    |
| 2.  | Kaiya Kizuka       | 480    |
| 3.  | Grace Domino       | 450    |
| 4.  | Sasha Jansujwicz   | 370    |
| 5.  | Alexa Bullis       | 311    |
| 6.  | Lynn Ott           | 310    |
| 7.  | Hinano Oshima      | 260    |
| 8.  | Anne-Laurie Bettez | 240    |
| 9.  | Mika Kizuka        | 223    |
| 10. | Akina Kizuka       | 210    |

| Lp. | Zawodniczka          | Punkty |
| --- | -------------------- | ------ |
| 1.  | Kennedy Justinen     | 560    |
| 2.  | Lily Bellaar Spruyt  | 460    |
| 3.  | Woo Su-been          | 400    |
| 4.  | Acy Craig            | 400    |
| 5.  | Brianna Schnorrbusch | 399    |
| 6.  | Madeline Lochte-Bono | 380    |
| 7.  | Arianne Gallant      | 297    |
| 8.  | Hannah Turkington    | 245    |
| 9.  | Felicia Turcotte     | 231    |
| 10. | Sarah Keck           | 209    |

| Lp. | Zawodniczka      | Punkty |
| --- | ---------------- | ------ |
| 1.  | Courtney Rummel  | 460    |
| 2.  | Kaitlyn Adams    | 365    |
| 3.  | Hahna Norman     | 325    |
| 4.  | Émeraude Maheux  | 312    |
| 5.  | Amalia Pelchat   | 285    |
| 6.  | Juliette Pelchat | 254    |
| 7.  | Katie Brayer     | 250    |
| 8.  | Rebecca Flynn    | 240    |
| 9.  | Rori Avelar      | 216    |
| 10. | Kiara Morii      | 209    |

| Lp. | Zawodniczka       | Punkty |
| --- | ----------------- | ------ |
| 1.  | Kinsley White     | 280    |
| 2.  | Felicity Geremia  | 190    |
| 3.  | Rochelle Weinberg | 170    |
| 4.  | Zoe Guerrero      | 136    |
| 5.  | Jenna Walker      | 130    |
| 6.  | Kelly Berger      | 125    |
| 7.  | Kaylee Tippit     | 114    |
| 8.  | Sonora Alba       | 100    |
| 8.  | Brooke D'Hondt    | 100    |
| 10. | Skylar Koeppe     | 89     |